# Нижняя Сыроватка
Нижняя Сыроватка (укр. Нижня Сироватка) — село,
Нижнесыроватский сельский совет,
Сумский район,
Сумская область,
Украина.
Код КОАТУУ — 5924785001. Население по переписи 2019 года составляло 3477 человек.
Является административным центром Нижнесыроватского сельского совета, Нижнесыроватской территориальной громады.

## Географическое положение
Село Нижняя Сыроватка находится на левом берегу реки Сыроватка, которая через 1 км впадает в реку Псёл,
выше по течению на расстоянии в 3,5 км расположено село Верхняя Сыроватка,
ниже по течению на расстоянии в 0,5 км расположен пгт Низы.
Через село протекает река Крупец и несколько пересыхающих ручьёв с запрудами.
Реки в этом месте извилистые, образуют лиманы, старицы и заболоченные озёра.
Рядом проходит автомобильная дорога Н-12 и
железная дорога, станция Сыроватка.

## Земля, растительный и животный мир
Рельеф местности в районе села имеет признаки холмистой равнины, изрезанной оврагами и балками. Почвы преобладают супесчаные, суглинки и деградировавший чернозем. Главными лесообразующими породами являются дуб обычный и сосна обыкновенная и другие древесные породы: береза, ольха клейкая, осина, ясень обыкновенный. Живут большие копытные — лоси, косули, дикие кабаны. Много лис, зайцев. В водоемах много видов рыб: плотва, красноперка, язь, карась, щука, окунь, и другие. В прудах выращиваются карп и толстолобик. В прибрежных зарослях живут: утки, кулики, чайки, аисты, журавли. В лесах: соловьи, зарянки, скворцы, синицы, дятлы, вороны, иволги.

## История
- Село Нижняя Сыроватка основано в 1659 году[2].
- На околице села обнаружено поселение раннего железного века, курган и курганный могильник. Здесь найдено сокровище, которое состояло из 206 арабских монет VIII—IX веков (Согласно ЭСБЕ).
- В середине XVII века на месте нынешнего села было несколько небольших хуторов. 2 декабря 1659 года по инструкции Сумской ратуши, подписанным атаманом Герасимом Кондратьевым, Осадчий Матвею Малышевском было приказано создать новую деревню по ту сторону Псла, на месте слияния двух рек Сыворотка и Крупец (между нынешними вул. Лугова и Литвиновки). Для этого предлагалось переселить из Сум не менее 197 семей и с Гадания (Лебединского) не менее 87 семей и выделить им земель, лесов, сенокосов и всяких угодий. Поселение создавалось с целью «учреждения слободских Сумского полка войсковой службы казаков».
- Заселение слободы происходило в первой половине 1660 года Сразу же была создана Сыроватская округа, в которую вошли Нижняя Сыроватка (центр), Верхняя Сыроватка, Бобрик, Старый (ныне Красное село), Терешковка и Шпилевка.
- Казаки слободы Нижняя Сыроватка в составе Сумского полка защищали границы Российского государства, участвовали в войнах, которые она вела в XVIII веке. Среди имен участников Северной войны, сохранившихся историей, упоминается Прокоп Тихонов — сотник и одновременно обозный Нижнесыроватская сотни Сумского казацкого полка.
- По переписи слободских полков 1732 года в слободе Нижняя Сыроватка насчитывалось казаков, подпомощников рабочих 1147 человек. В 1765 году полково-сотенный строй Слобожанщины было отменено. Местных казаков лишили прежних прав и привилегий и превратили в «военных обывателей». Согласно указу Екатерины II в от 3 мая 1783 казацкое сословие превращался в состояние казённых земледельцев или государственных крестьян. Стали государственными крестьянами и жители Нижней Сыроватки. В 1784 в слободе насчитывалось 2315 лиц мужского пола и 2247 — женского, при 9910 десятинах земли, почти вся обрабатывалась.
- В 1831 году в селе от холеры умерло 100, а в 1848 году — 160 человек.
- В XIX веке село Нижняя Сыроватка было волостным центром Нижне-Сыроватской волости Сумского уезда Харьковской губернии. В селе была Архангельская, Покровская, и Тихоновская церковь[3].
- По данным на 1864 год в Казённой слободе Верхнесыроватской волости Сумского уезда Харьковской губернии проживало 4998 человек (2413 мужского пола и 2585 — женского), насчитывалось 850 дворовых хозяйств, существовала православная церковь, происходило 4 ежегодных ярмарки и базары.
- В 1866 году на территории Нижнесыроватской волости (учитывая Низы) насчитывалось 1936 жилых домов, 10162 жителя (5095 мужчин и 5067 женщин). В собственности жителей волости было: 2481 лошадь, 431 пара волов, 1191 корова, 3115 овец, 2487 свиней, 687 бревен пчел, 129 ветряных мельниц. Было две церкви (обе кирпичные), школа, богадельня, четыре хлебных магазина, два постоялых двора, четырнадцать питейных заведений.
- В пореформенный период (в 1860—1870-х годах) происходило быстрое расслоение крестьянства. Часть крестьян, сориентировавшись в новых условиях, начинает заниматься товарным сельскохозяйственным производством. Некоторые, как, например, семья Харитоненко, достигают в этом значительных успехов. Сын волостного головы села Нижней Сыворотки Иван Герасимович Харитоненко, благодаря естественному разуму и упорному труду, становится известным сахарозаводчиком, меценатом и благотворителем. На средства И. Г. Харитоненко было завершено строительство Тихинськой церкви в селе Нижняя Сыроватка, построена больница, десятки школ и благотворительных учреждений в селах Сумского уезда, Сумах, Харькове и других городах.
- В 1884 году в Нижний Сыроватке насчитывалось 1180 дворов, 6470 государственных крестьян. Всей удобной земли жители села имели 8821 десятину (пахотной — 6611 десятин), кроме того, в частной собственности — 272 десятины.
- В начале XX в. в селе появились владельцы паровых мельниц, кирпичных заводов — семьи Тригуб Косик, Чуйко, Коротенко, которые нанимали рабочих среди односельчан. В так называемом «доме Карла» Иван Карлович Ярмоленко вместе с наемными рабочими занимался сушкой овощей и фруктов отправляя их в северные районы России, из чего были большие прибыли. Часть бедных крестьян шла на заработки в город или в соседние села. Там работали в помещичьих экономиях Суханова (с. Низы), Зайцева (с. Выстороп).
- По состоянию на 1915 год село было центром отдельной, Нижнесыроватская волости, количество жителей выросло до 16857 человек.
- 21—25 апреля 1915 года в Нижней Сыроватке состоялось крупнейшее на Украине крестьянское выступление против внедрения столыпинской аграрной реформы, в котором приняло участие около трех тысяч человек. Крестьяне — преимущественно женщины, мужья которых находились на фронте, — в течение трех суток не позволяли землеустроительной уездной комиссии осуществить передел земли (на отруба) в пользу богатых крестьян. При беспорядках в толпе убили двух состоятельных хозяев (инициаторов передела земли), тяжело ранили помощника сумского исправника и двух стражников. Уездная власть для подавления бунта вызвала подкрепление из Харькова. Специальным поездом прибыл вице-губернатор Масальский с пятью стражниками и нарядом полиции. Арестовали 78 крестьян. Но после предварительного судебного следствия в суд привлекли 34. Суд над участниками восстания прошел в Сумах 17 ноября 1915 года. Подсудимые получили различные сроки заключения. Среди осужденных была и беременная женщина, которая позже в тюрьме родила ребёнка. Её муж, узнав о тяжелой судьбе жены, находясь в это время на фронте, просил помиловать жену, но губернатор отказал.
- Вскоре после революционных событий 1917 года, в январе 1918 года, в селе установили советскую власть. Председателем первого ревкома на селе стал Алексей Филиппович Левченко, членами ревкома были Даниил Петрович Коломиец, Виктор Павлович Клименко и другие. Окончательно советская власть победила в деревне в ноябре 1919 года после изгнания деникинцев войсками Красной армии. Развитие новой власти в деревне вызвала сопротивление части его жителей. Это послужило поводом к трагедии в селе весной 18 марта 1923 года от рук бандитов погибли первые комсомольцы села — Иван Филиппович Тригуб, Филипп Тимофеевич Рыбалка, Трофим Максимович Кривошей, Прокоп Иванович Калашник Владимир Зотович Хоменко и коммунист из Сум С.Я. Василенко, которые собрались в сельском клубе по случаю празднования Дня Парижской коммуны. В центре села в их честь построен обелиск.
- При районировании УССР образован Сыроватский район с центром в Нижней Сыроватке, позже район был слит с Краснопольским районом, в дальнейшем районы были вновь разъединены.
- По переписи 17 декабря 1926 года в селе проживало 13692 человека, из них женщин — 6978. Действовало два сельсовета. В первую входили: Нижняя Сыроватка (северная), железнодорожная станция сыворотка 10 железнодорожных будок, водокачка при станции, станция Гребенекивка с разъездом, хутора Градское, Карпенко, Кирасирщина (Батурци), Крупец, Макухивщина, Маляров (Левченко), Писаревщина, Сафона, Шаблин (Коваленко), Дзержинское. Ко второй — Нижняя Сыроватка (южная), хутор Бездидькив. На территории обоих сельсоветов проживало 14466 человек.
- С сентября 1941 года по март 1943 года село было оккупировано немецкими войсками.
- В 1952—2004 гг. В Нижний Сыроватке жил и работал главным инженером в колхозе (до выхода на пенсию в 1983 году) Дмитрий Григорьевич Пирогов — ветеран Великой Отечественной войны, автор романов «Землей и водой», «Без креста и гроба», повести «Неизлечимые раны», рассказов, раскрывающие малоизвестные страницы истории.

С 2016 является центром Нижнесыроватской территориальной общины.
С 24 февраля 2022 года по 20 марта 2022 было занято российскими войсками.

## Образование
Первые сведения о школе в селе Нижняя Сыроватка датируются тысяча семьсот тридцать вторым годом. Сначала была церковная школа, в которой двое священников учили семь учеников. В XIX веке она располагалась в доме (сохранился до нашего времени как жилой дом), построенном священником Алексеем Беляевым для своей дочери Марии Зеленской. Именно здесь, вместе с другими школьниками, учился будущий предприниматель, меценат и благотворитель XIX в. И. Г. Харитоненко. В 1864 году школа была реформирована в начальное народное училище. В училище работало 2—3 учителя и обучалось 100—120 детей преимущественно зажиточных крестьян — не только местных, но и из соседних городов и сел (Сум, Стецьковка, Рокитного, Курской губернии). В 1876 году построено новое помещение для училища, ныне помещение старой школы.
Заведующим и учителем в училище в 1884—1885 годах работал Борис Дмитриевич Гринченко — известный украинский писатель, этнограф, педагог и политический деятель. Здесь родилась его дочь Анастасия Гринченко, украинская писательница.
В 1901 году земством было основано ещё одно начальное одноклассное училище. Все три школы в селе работали до конца 1917 года. Первая библиотека в селе открылась в 1909 году при станции Сыворотка в наемном помещении площадью 25,5 кв. м. Библиотекарем должен был быть обязательно учитель. Заработная плата библиотекаря составляла 36 руб. в год. Управление библиотеками возлагалось на уездные управы. На 1914 год в библиотеке был 641 экземпляр. Книги приобретались за счет земства, а также оплачивалась периодическая печать. Литература в библиотеке выдавалась без залога и без оплаты всем местным жителям, начиная с семилетнего возраста.
В январе 1937 году были репрессированы шесть учителей местных школ Василий Степанович Панкевич — директор средней школы, учитель химии, Федор Дмитриевич Перцев — учитель математики, Павел Игнатьевич Попов — учитель украинского языка и литературы, завуч школы, Павел Иванович Василенко — учитель украинского языка и литературы, директор Горивськой школы, Григорий Трофимович Павленко — учитель биологии и Григорий Петрович Лунев — учитель математики.

## Экономика
- Сумской агролесхоз.
- «Хлебороб», ООО.
- 2 цеха суконной фабрики, ранее Нижнесыроватский консервный завод.

## Религия
По настоящее время в селе работает Тихоновская церковь.

## Памятки архитектуры и истории
В Нижний Сыроватке сохранились архитектурные памятники XIX века. Тихоновская церковь (действующая), возведенная в 1880-х годах на средства и при содействии Ивана Герасимовича Харитоненко, сына Нижнесыроватская волостного головы известного предпринимателя и благотворителя, и госпиталь для бедных (помещение нынешней участковой больницы), построенный в середине 1890-х годов по завещанию И. Г. Харитоненко его сыном Павлом Ивановичем Харитоненко. В первой половине XX века в деревне была ещё одна церковь — Покровская, построена в 1821 году стараниями бывшего протоиерея отца Тимошевского и прихожан. Церковь была каменная, Однопрестольный. Главный — во имя Покрова Пресвятой Богородицы, правый — всех Святых и левый — Архистратига Михаила. К сожалению, церковь разрушена в 1930-х годах.
Также в селе имеются 2 корпуса земской школы , построенных в 1881 и 20 веке соответственно.
В центре села в честь убитых комсомольцев сооружен обелиск.
Построено два мемориальных комплекса в честь местных жителей, павших смертью храбрых на фронтах, и советских воинов, погибших при освобождении Нижней Сыроватки.

## Известные люди
- Самборский Андрей Афанасьевич — протоиерей Русской православной церкви, законоучитель и духовник императора Александра I.
- Харитоненко Иван Герасимович (1822—1891) — известный меценат и сахарозаводчик, родился в селе Нижняя Сыроватка.
- Гринченко Борис Дмитриевич — писатель и этнограф, в 1884—1885 гг. работал в двуклассной школе в селе Нижняя Сыроватка.
- Гриненко Максим Емельянович (1921) — Герой Советского Союза, родился в селе Нижняя Сыроватка.
- Коломиец Пётр Иванович — Герой Советского Союза, родился в селе Нижняя Сыроватка.
- Кучеренко Владимир Анатольевич (1954) — Герой Советского Союза, родился в селе Нижняя Сыроватка.
- Коломиец Михаил Маркович — Герой Социалистического труда, генерал-лейтенант артиллерии, создатель противоракетной и противокосмической обороны СССР, родился в селе Нижняя Сыроватка.
- Палиев, Антон Иванович (1921—1980) — Герой Советского Союза, жил и работал в Нижней Сыроватке, похоронен на сельском кладбище